# Gammapathie monoclonale
 Mise en garde médicale
La gammapathie monoclonale, ou dysglobulinémie monoclonale, désigne une anomalie traduite par une quantité anormale dans le sérum et/ou les urines d'une immunoglobuline monoclonale en excès.
Chez un sujet normal, le taux des différentes classes d’immunoglobulines est stable grâce à une régulation de leur production. 
Dans les dysglobulinémies monoclonales il y a dysfonctionnement de cette régulation, ce qui entraine une prolifération excessive et maligne d’un clone d'immunoglobuline.
La découverte d'une gammapathie monoclonale est fréquente : 2 % chez les plus de 50 ans, 3 % chez les plus de 70 ans et 10 % à partir de 80 ans.
La discussion diagnostique doit être axée sur la distinction entre une maladie maligne ou bénigne et avant tout sur la recherche d'un myélome, d'une maladie de Waldenström puis des autres causes plus rares de dysglobulinémie, en gardant à l'esprit l'existence de gammapathies monoclonales dites bénignes.

## Fréquence et terrain
Cette anomalie est retrouvée dans près de 3 % de la population de plus de 50 ans dans une étude américaine. Elle atteint plus de 5 % des patients de plus de 70 ans. Elle est plus fréquente chez l'homme. L'immunoglobuline concernée est le plus souvent de type IgG (69 %).

## Immunopathologie
Dans le cadre des cancers, la gammapathie monoclonale est une production homogène d'une gammaglobuline d'un seul type par un clone de plasmocytes malins.
La gammapathie exprime la production exagérée d'une substance qui se retrouve dans le sang comme un marqueur tumoral reflétant le volume des cellules cancéreuses et permettant de le surveiller pendant le traitement.

## Diagnostic
Le diagnostic est suspecté devant une VS accélérée sans syndrome infectieux évident ou une augmentation du taux global des protéines plasmatiques.
Le diagnostic est fait devant un pic étroit et symétrique à l'électrophorèse des protéines plasmatiques.  
Pour typer l'immuglobuline en cause et prouver le caractère monoclonal (un seul type de chaine, légère ou lourde), on pratique une immunofixation des protéines plasmatiques.
On réalise également une immunofixation des protéines urinaires à la recherche d'une protéinurie de Bence Jones.
Pour établir un diagnostic définitif, il est nécessaire de faire un myélogramme et des radiographies à la recherche de signes d'atteintes osseuses (comme la présence de géode : lacunes osseuses), ainsi qu'un examen cytogénétique.

## Causes

### Dysglobulinémie monoclonale maligne
Les principales gammapathies monoclonales malignes sont :
- le myélome multiple (à immuno-globulines G et A) ;
- macroglobulinémie de Waldenström, dite maladie de Waldenström (à immunoglobulines M) ;
- lymphomes malins (leucémie lymphoïde chronique, lymphomes non-hodgkiniens) ;
- maladie des chaînes lourdes.

### Dysglobulinémie monoclonale non maligne
Une gammapathie monoclonale peut être retrouvée lors de certaines affections :
- cirrhoses ;
- inflammation chronique ;
- maladies auto-immunes.

Une gammapathie monoclonale discrète peut être une « gammapathie monoclonale bénigne » ou gammapathie monoclonale de signification indéterminée, ne nécessitant aucun traitement mais une surveillance régulière car pouvant traduire une gammapathie maligne débutante. Les gammapathies monoclonales discrètes sont à considérer comme étant des gammapathies pré-malignes (MGUS). Et cela même si aucun argument n'existe pour affirmer la transformation systématique en cancer d'une gammapathie monoclonale bénigne.

## Complications
La maladie sera d'autant plus grave pour les malades âgés ou jeunes.
Toutes les gammapathies monoclonales peuvent se compliquer d'amylose immunoglobulinique.